# Crediton
Crediton este un oraș în comitatul Devon, regiunea South West, Anglia. Orașul se află în districtul Mid Devon.